# Liste des récompenses du groupe BTS
Cet article est la liste des récompenses et des nominations de BTS.
BTS (coréen : 방탄소년단) est un boys band sud-coréen formé par Big Hit Entertainment. Il est composé de sept membres : Jin, Suga, J-Hope, RM, Jimin, V et Jungkook.

## Corée du Sud

### Asia Artist Awards
| Année | Travail nommé | Titre                                                  | Résultat   | Ref.  |
| ----- | ------------- | ------------------------------------------------------ | ---------- | ----- |
| 2016  | Eux-mêmes     | Prix de popularité (musique)                           | Nomination | [ 1 ] |
| 2016  | Eux-mêmes     | Prix de l'icône (chanteur)                             | Lauréat    | [ 1 ] |
| 2016  | Eux-mêmes     | Meilleur nouvel artiste (musique)                      | Lauréat    | [ 1 ] |
| 2017  | Eux-mêmes     | Prix de popularité (chanteur)                          | Nomination | [ 2 ] |
| 2018  | Eux-mêmes     | Prix de popularité (chanteur)                          | Lauréat    | [ 3 ] |
| 2018  | Eux-mêmes     | Korean Tourism Appreciation Award                      | Lauréat    | [ 3 ] |
| 2018  | Eux-mêmes     | Fabulous Award                                         | Lauréat    | [ 3 ] |
| 2018  | Eux-mêmes     | Artiste de l'année (musique)                           | Lauréat    | [ 3 ] |
| 2018  | Eux-mêmes     | Prix Daesang (musique)                                 | Lauréat    | [ 3 ] |
| 2019  | Eux-mêmes     | AAA X Dongnam Media & FPT Polytechnic Popularity Award | Nomination | [ 4 ] |
| 2019  | Eux-mêmes     | Prix de popularité (musique)                           | listé      | [ 5 ] |
| 2020  | Eux-mêmes     | Prix de popularité (chanteur, masculin)                | Lauréat    | [ 6 ] |
| 2020  | Eux-mêmes     | Best of Best Popularity Award                          | Lauréat    | [ 6 ] |
| 2020  | Eux-mêmes     | Chanson de l'année (Dynamite)                          | Lauréat    | [ 6 ] |

### The Asian Awards
| #  | Année | Travail nommé | Titre                            | Résultat | Ref.  |
| -- | ----- | ------------- | -------------------------------- | -------- | ----- |
| 8e | 2018  | Eux-mêmes     | Outstanding Achievement in Music | Lauréat  | [ 7 ] |

### The Fact Music Awards
| Année | Travail nommé         | Titre                            | Résultat   | Ref.   |
| ----- | --------------------- | -------------------------------- | ---------- | ------ |
| 2019  | Eux-mêmes             | Prix Daesang                     | Lauréat    | [ 8 ]  |
| 2019  | Eux-mêmes             | Artiste de l'année               | Lauréat    | [ 8 ]  |
| 2019  | Eux-mêmes             | Idol Live Popularity Award       | Lauréat    | [ 8 ]  |
| 2019  | Love Yourself: Answer | Meilleur album                   | Lauréat    | [ 8 ]  |
| 2020  | Eux-mêmes             | Artiste de l'année               | Lauréat    | [ 9 ]  |
| 2020  | Eux-mêmes             | Prix Daesang                     | Lauréat    | [ 9 ]  |
| 2020  | Eux-mêmes             | Choix du public                  | Lauréat    | [ 9 ]  |
| 2020  | Eux-mêmes             | TMA Popularity Award             | Lauréat    | [ 9 ]  |
| 2020  | Eux-mêmes             | Fan N Star Artist Award          | Nomination | [ 10 ] |
| 2021  | Eux-mêmes             | Prix Daesang                     | Lauréat    | [ 11 ] |
| 2021  | Eux-mêmes             | Choxi du public                  | Lauréat    | [ 11 ] |
| 2021  | Eux-mêmes             | Icône internationale de l'année  | Lauréat    | [ 11 ] |
| 2021  | Eux-mêmes             | Artiste de l'année               | Lauréat    | [ 11 ] |
| 2021  | Eux-mêmes             | Fan N Star Artist Award          | Nomination | [ 12 ] |
| 2021  | Eux-mêmes             | TMA Popularity Award             | Nomination | [ 12 ] |
| 2022  | Eux-mêmes             | Artiste de l'année               | Lauréat    | [ 13 ] |
| 2022  | Eux-mêmes             | Grand prix                       | Lauréat    | [ 13 ] |
| 2022  | Eux-mêmes             | Fan N Star Choice Award - groupe | Lauréat    | [ 13 ] |
| 2022  | Eux-mêmes             | Fan N Star Most Voted Artist     | Lauréat    | [ 13 ] |
| 2022  | Eux-mêmes             | Global Fan N Star Award          | Lauréat    | [ 13 ] |
| 2022  | Eux-mêmes             | Prix de popularité               | Lauréat    | [ 13 ] |
| 2022  | Eux-mêmes             | Best ADs Award                   | Nomination | [ 13 ] |

### Gaon Chart Music Awards
| Année | Travail nommé                                    | Titre                                                | Résultat   | Ref.   |
| ----- | ------------------------------------------------ | ---------------------------------------------------- | ---------- | ------ |
| 2014  | Eux-mêmes                                        | Meilleur nouvel artiste de l'année (groupe masculin) | Lauréat    | [ 14 ] |
| 2015  | Eux-mêmes                                        | Rookie international de l'année                      | Lauréat    | [ 15 ] |
| 2016  | Eux-mêmes                                        | K-Pop World Hallyu Star Award                        | Lauréat    | ,      |
| 2016  | The Most Beautiful Moment in Life, Part 1        | Album de l'année – 2e quart                          | Nomination | ,      |
| 2016  | The Most Beautiful Moment in Life, Part 2        | Album de l'année – 4e quart                          | Nomination | ,      |
| 2017  | The Most Beautiful Moment in Life: Young Forever | Album de l'année – 2e quart                          | Nomination | ,      |
| 2017  | Blood Sweat & Tears                              | Chanson de l'année – Octobre                         | Nomination | ,      |
| 2017  | Wings                                            | Album de l'année – 4e quart                          | Lauréat    | ,      |
| 2017  | BTS                                              | V Live Global Popularity Award                       | Lauréat    | ,      |
| 2018  | You Never Walk Alone                             | Album de l'année – 1er quart                         | Lauréat    | ,      |
| 2018  | Love Yourself: Her                               | Album de l'année – 3e quart                          | Lauréat    | ,      |
| 2018  | Spring Day                                       | Chanson de l'année – Février                         | Nomination | ,      |
| 2018  | DNA                                              | Chanson de l'année – Septembre                       | Nomination | ,      |
| 2019  | Love Yourself: Tear                              | Album de l'année – 2e quart                          | Lauréat    | ,      |
| 2019  | Love Yourself: Answer                            | Album de l'année – 3e quart                          | Lauréat    | ,      |
| 2019  | Fake Love                                        | Chanson de l'année – Mai                             | Nomination | ,      |
| 2019  | The Truth Untold                                 | Chanson de l'année – Mai                             | Nomination | ,      |
| 2019  | Idol                                             | Chanson de l'année – Août                            | Nomination | ,      |
| 2019  | BTS                                              | K-pop Contribution Award                             | Lauréat    | ,      |
| 2020  | Map of the Soul: Persona                         | Album de l'année – 2e quart                          | Lauréat    | [ 25 ] |
| 2020  | Map of the Soul: Persona                         | Retail Album of the Year                             | Lauréat    | [ 25 ] |
| 2020  | BTS                                              | Social Hot Star of the Year                          | Lauréat    | [ 25 ] |
| 2020  | Boy with Luv                                     | Chanson de l'année – Avril                           | Nomination | [ 26 ] |
| 2021  | Map of the Soul: Persona                         | Album de l'année – 1er quart                         | Lauréat    | [ 27 ] |
| 2021  | Map of the Soul: Persona                         | Retail Album of the Year                             | Lauréat    | [ 27 ] |
| 2021  | BE                                               | Album de l'année – 4e quart                          | Lauréat    | [ 27 ] |
| 2021  | On                                               | Chanson de l'année – Février                         | Lauréat    | [ 27 ] |
| 2021  | Dynamite                                         | Chanson de l'année – Août                            | Lauréat    | [ 27 ] |
| 2021  | Life Goes On                                     | Chanson de l'année – Novembre                        | Lauréat    | [ 27 ] |
| 2021  | BTS                                              | Mubeat Global Choice Award – Male                    | Nomination | [ 28 ] |
| 2021  | Black Swan                                       | Chanson de l'année – Janvier                         | Nomination |        |
| 2021  | Filter                                           | Chanson de l'année – Février                         | Nomination | [ 29 ] |
| 2021  | Friends                                          | Chanson de l'année – Février                         | Nomination | [ 29 ] |
| 2021  | Zero O'Clock                                     | Chanson de l'année – Février                         | Nomination | [ 29 ] |
| 2021  | Savage Love (Laxed – Siren Beat)(BTS Remix)      | Chanson de l'année – Octobre                         | Nomination | [ 30 ] |

### Golden Disc Awards
| Année | Travail nommé                             | Titre                           | Résultat   |        |
| ----- | ----------------------------------------- | ------------------------------- | ---------- | ------ |
| 2014  | BTS                                       | Newcomer Award                  | Lauréat    |        |
| 2015  | BTS – Dark & Wild                         | Album Award                     | Lauréat    |        |
| 2016  | BTS                                       | Global Popularity Award         | Nomination |        |
| 2016  | The Most Beautiful Moment in Life, Part 1 | Album Award                     | Lauréat    |        |
| 2017  |                                           | Digital Bonsang                 | Nomination |        |
| 2018  | Spring Day                                | Digital Bonsang                 | Lauréat    |        |
| 2018  | Spring Day                                | Digital Daesang                 | Nomination |        |
| 2018  | Love Yourself: Her                        | Disk Bonsang                    | Lauréat    |        |
| 2018  | Love Yourself: Her                        | Disk Daesang                    | Lauréat    |        |
| 2019  | Love Yourself: Answer                     | Disc Bonsang                    | Lauréat    | [ 35 ] |
| 2019  | Love Yourself: Answer                     | Disc Daesang                    | Lauréat    | [ 35 ] |
| 2019  | Fake Love                                 | Digital Bonsang                 | Lauréat    | [ 35 ] |
| 2019  | BTS                                       | Popularity Award                | Lauréat    | [ 35 ] |
| 2019  | BTS                                       | NetEase Most Popular K-pop Star | Lauréat    | [ 35 ] |
| 2019  | BTS                                       | Global V Live Best Artist Award | Lauréat    | [ 35 ] |
| 2020  | Boy with Luv                              | Digital Bonsang                 | Lauréat    | [ 36 ] |
| 2020  | Boy with Luv                              | Digital Daesang                 | Lauréat    | [ 36 ] |
| 2020  | Map of the Soul: Persona                  | Disc Bonsang                    | Lauréat    | [ 36 ] |
| 2020  | Map of the Soul: Persona                  | Disc Daesang                    | Lauréat    | [ 36 ] |
| 2020  | BTS                                       | Fans'Choice K-Pop Star Award    | Lauréat    | [ 36 ] |
| 2020  | BTS                                       | Popularity Award                | Lauréat    | [ 36 ] |
| 2021  | Map Of The Soul: 7                        | Album of the Year (Daesang)     | Lauréat    | [ 37 ] |
| 2021  | Map Of The Soul: 7                        | Best Album (Bonsang)            | Lauréat    | [ 37 ] |
| 2021  | Dynamite                                  | Best Digital Song (Bonsang)     | Lauréat    | [ 37 ] |
| 2021  | BTS                                       | Most Popular Artist Award       | Lauréat    | [ 37 ] |
| 2021  | Dynamite                                  | Digital Daesang                 | Nomination | [ 38 ] |
| 2021  | BTS                                       | Fans'Choice K-Pop Star Award    | Nomination | [ 39 ] |

### Korea Popular Music Awards
| Year | Recipient             | Award             | Result     | Ref.   |
| ---- | --------------------- | ----------------- | ---------- | ------ |
| 2018 | BTS                   | Best Artist       | Nomination | [ 40 ] |
| 2018 | BTS                   | Bonsang Award     | Lauréat    | [ 40 ] |
| 2018 | BTS                   | Popularity Award  | Nomination | [ 40 ] |
| 2018 | Idol                  | Best Digital Song | Nomination | [ 40 ] |
| 2018 | Love Yourself: Answer | Best Album        | Lauréat    | [ 40 ] |

### Korean Broadcasting Awards
| Année | Travail nommé | Titre        | Résultat | Ref.   |
| ----- | ------------- | ------------ | -------- | ------ |
| 2017  | BTS           | Artist Award | Lauréat  | [ 41 ] |
| 2018  | BTS           | Artist Award | Lauréat  | [ 42 ] |
| 2020  | BTS           | Artist Award | Lauréat  | [ 43 ] |

### Korean Music Awards
| Année | Travail nommé         | Titre                 | Résultat   | Ref.   |
| ----- | --------------------- | --------------------- | ---------- | ------ |
| 2018  | BTS                   | Musicien de l'année   | Lauréat    | ,      |
| 2018  | DNA                   | Chanson de l'année    | Nomination | ,      |
| 2018  | DNA                   | Meilleure chanson pop | Nomination | ,      |
| 2018  | Love Yourself: Her    | Meilleur album pop    | Nomination | ,      |
| 2019  | Love Yourself: Answer | Album de l'année      | Nomination | [ 46 ] |
| 2019  | Love Yourself: Answer | Meilleur album pop    | Nomination | [ 46 ] |
| 2019  | Fake Love             | Chanson de l'année    | Lauréat    | [ 46 ] |
| 2019  | Fake Love             | Meilleure chanson pop | Lauréat    | [ 46 ] |
| 2019  | Idol                  | Chanson de l'année    | Nomination | [ 46 ] |
| 2019  | Idol                  | Meilleure chanson pop | Nomination | [ 46 ] |
| 2019  | BTS                   | Musicien de l'année   | Lauréat    | [ 46 ] |
| 2020  | Boy with Luv          | Meilleure chanson pop | Nomination | [ 47 ] |
| 2020  | Boy with Luv          | Chanson de l'année    | Nomination | [ 47 ] |
| 2020  | BTS                   | Musicien de l'année   | Nomination | [ 47 ] |
| 2021  | Dynamite              | Meilleure chanson pop | Lauréat    | [ 48 ] |
| 2021  | Dynamite              | Chanson de l'année    | Lauréat    | [ 48 ] |
| 2021  | Map Of The Soul: 7    | Album de l'année      | Nomination | [ 49 ] |
| 2021  | Map Of The Soul: 7    | Meilleur album pop    | Nomination | [ 49 ] |
| 2021  | BTS                   | Musicien de l'année   | Nomination | [ 49 ] |

### Korean Popular Culture & Arts Awards
| Année | Travail nommé | Titre                   | Résultat   | Ref.   |
| ----- | ------------- | ----------------------- | ---------- | ------ |
| 2016  | BTS           | Cultural Minister Award | Lauréat    | [ 50 ] |
| 2017  | BTS           | President Award         | Nomination | [ 51 ] |
| 2018  | BTS           | Order of Cultural Merit | Lauréat    | [ 52 ] |

### MelOn Music Awards
| Année | Travail nommé                                    | Titre                            | Résultat   | Ref.   |
| ----- | ------------------------------------------------ | -------------------------------- | ---------- | ------ |
| 2013  | BTS                                              | Meilleur nouvel artiste          | Lauréat    | ,      |
| 2015  | BTS                                              | Top 10 artistes                  | Nomination | [ 54 ] |
| 2015  | I Need U                                         | Meilleure danse masculine        | Lauréat    | [ 55 ] |
| 2016  | The Most Beautiful Moment in Life: Young Forever | Album de l'année                 | Lauréat    | [ 56 ] |
| 2016  | BTS                                              | Artiste de l'année               | Nomination | [ 56 ] |
| 2016  | BTS                                              | Top 10 artistes                  | Lauréat    | [ 56 ] |
| 2016  | BTS                                              | Netizen Popularity Award         | Nomination | [ 56 ] |
| 2016  | BTS                                              | Kakao Hot Star                   | Nomination | [ 56 ] |
| 2016  | Fire                                             | Meilleure danse masculine        | Nomination | [ 56 ] |
| 2017  | You Never Walk Alone                             | Album de l'année                 | Nomination | ,      |
| 2017  | Spring Day                                       | Chanson de l'année               | Lauréat    | ,      |
| 2017  | DNA                                              | Meilleur clip                    | Lauréat    | ,      |
| 2017  | DNA                                              | Meilleure danse                  | Nomination | ,      |
| 2017  | BTS                                              | Artiste de l'année               | Nomination | ,      |
| 2017  | BTS                                              | Top 10 artiste                   | Lauréat    | ,      |
| 2017  | BTS                                              | Global Artist Award              | Lauréat    | ,      |
| 2017  | BTS                                              | Netizen Choice Award             | Nomination | ,      |
| 2017  | Suga - Wine (avec Suran)                         | Hot Trend Award                  | Lauréat    | ,      |
| 2017  | V & Jin - Even if I Die, It's You                | Meilleure OST                    | Nomination | ,      |
| 2018  | BTS                                              | Top 10 artiste                   | Lauréat    | [ 60 ] |
| 2018  | BTS                                              | Netizen Popularity Award         | Lauréat    | [ 60 ] |
| 2018  | BTS                                              | Kakao Hot Star Award             | Lauréat    | [ 60 ] |
| 2018  | BTS                                              | Global Artist                    | Lauréat    | [ 60 ] |
| 2018  | BTS                                              | Artiste de l'année               | Lauréat    | [ 60 ] |
| 2018  | Love Yourself: Tear                              | Album de l'année                 | Lauréat    | [ 60 ] |
| 2018  | Fake Love                                        | Chanson de l'année               | Nomination | [ 60 ] |
| 2018  | Fake Love                                        | Meilleur prestation Rap/Hip Pop  | Lauréat    | [ 60 ] |
| 2019  | BTS                                              | Artiste de l'année               | Lauréat    | [ 61 ] |
| 2019  | BTS                                              | Kakao Hot Star Award             | Lauréat    | [ 61 ] |
| 2019  | BTS                                              | Netizen's Favorite Artist        | Lauréat    | [ 61 ] |
| 2019  | BTS                                              | Enregistrement de l'année        | Lauréat    | [ 61 ] |
| 2019  | Boy with Luv                                     | Meilleure danse masculine        | Lauréat    | [ 61 ] |
| 2019  | Boy with Luv                                     | Chanson de l'année               | Lauréat    | [ 61 ] |
| 2019  | Map of the Soul: Persona                         | Album de l'année                 | Lauréat    | [ 61 ] |
| 2019  | BTS                                              | Top 10 artiste                   | Lauréat    | [ 62 ] |
| 2020  | Map Of The Soul: 7                               | Album de l'année                 | Lauréat    | [ 63 ] |
| 2020  | BTS                                              | Artiste de l'année               | Lauréat    | [ 63 ] |
| 2020  | BTS                                              | Nitizen Popularity Award         | Lauréat    | [ 63 ] |
| 2020  | BTS                                              | Top 10 artiste                   | Lauréat    | [ 63 ] |
| 2020  | Dynamite                                         | Meilleure danse masculine        | Lauréat    | [ 63 ] |
| 2020  | Dynamite                                         | Chanson de l'année               | Lauréat    | [ 63 ] |
| 2020  | Savage Love (Laxed – Siren Beat)(BTS Remix)      | Meilleure prestation pop         | Nomination | [ 64 ] |
| 2020  | On                                               | Meilleure prestation rap/hip-hop | Nomination | [ 64 ] |

#### Melon Popularity Award
| Année | Travail nommé       | Date                                   | Ref.   |
| ----- | ------------------- | -------------------------------------- | ------ |
| 2015  | Run                 | Weekly Popularity Award (7 décembre)   | [ 65 ] |
| 2016  | Blood Sweat & Tears | Weekly Popularity Award (17 octobre)   | [ 65 ] |
| 2016  | Blood Sweat & Tears | Weekly Popularity Award (24 octobre)   | [ 65 ] |
| 2017  | Spring Day          | Weekly Popularity Award (20 février)   | [ 66 ] |
| 2017  | DNA                 | Weekly Popularity Award (2 octobre)    | [ 67 ] |
| 2017  | DNA                 | Weekly Popularity Award (9 octobre)    | [ 67 ] |
| 2017  | DNA                 | Weekly Popularity Award (16 octobre)   | [ 67 ] |
| 2017  | DNA                 | Weekly Popularity Award (23 octobre)   | [ 67 ] |
| 2017  | DNA                 | Weekly Popularity Award (30 octobre)   | [ 67 ] |
| 2018  | Fake Love           | Weekly Popularity Award (28 mai)       | [ 68 ] |
| 2018  | Fake Love           | Weekly Popularity Award (4 juin)       | [ 68 ] |
| 2018  | Fake Love           | Weekly Popularity Award (11 juin)      | [ 68 ] |
| 2018  | Fake Love           | Weekly Popularity Award (18 juin)      | [ 68 ] |
| 2018  | Fake Love           | Weekly Popularity Award (25 juin)      | [ 68 ] |
| 2018  | Idol                | Weekly Popularity Award (3 septembre)  | [ 69 ] |
| 2018  | Idol                | Weekly Popularity Award (10 septembre) | [ 69 ] |
| 2018  | Idol                | Weekly Popularity Award (17 septembre) | [ 69 ] |
| 2018  | Idol                | Weekly Popularity Award (24 septembre) | [ 69 ] |
| 2018  | Idol                | Weekly Popularity Award (1er octobre)  | [ 69 ] |
| 2018  | I'm Fine            | Weekly Popularity Award (8 octobre)    | [ 70 ] |

### MBC Plus X Genie Music Awards
| Année | Travail nommé         | Titre                                   | Résultat   | Ref. |
| ----- | --------------------- | --------------------------------------- | ---------- | ---- |
| 2018  | BTS                   | Artiste de l'année                      | Lauréat    | ,    |
| 2018  | Fake Love             | Chanson de l'année                      | Nomination | ,    |
| 2018  | Idol                  | Chanson de l'année                      | Nomination | ,    |
| 2018  | BTS                   | Artiste ayant le plus vendus de l'année | Nomination | ,    |
| 2018  | Love Yourself: Answer | Album digital de l'année                | Lauréat    | ,    |
| 2018  | Idol                  | Meilleure chanson dance (masculin)      | Lauréat    | ,    |
| 2018  | Idol                  | Meilleur clip                           | Lauréat    | ,    |
| 2018  | Fake Love             | Meilleure prestation Rap/Hip Hop        | Nomination | ,    |
| 2018  | BTS                   | Meilleur groupe masculin                | Lauréat    | ,    |
| 2018  | BTS                   | Genie Music Popularity Award            | Lauréat    | ,    |
| 2018  | BTS                   | Idol Champ Global Popularity Award      | Lauréat    | ,    |
| 2018  | BTS                   | Meilleur style                          | Lauréat    | ,    |
| 2018  | BTS                   | Meilleur fanbase                        | Lauréat    | ,    |
| 2019  | BTS                   | Artiste de l'année                      | Lauréat    |      |
| 2019  | BTS                   | Groupe masculin de l'année              | Lauréat    |      |
| 2019  | Boy with Luv          | Meilleure chanson dance (masculin)      | Lauréat    |      |
| 2020  | Map Of The Soul: 7    | Album de l'année                        | Lauréat    |      |
| 2020  | Dynamite              | Meilleure chanson dance (masculin)      | Lauréat    |      |

### Mnet Asian Music Awards
| Année | Travail nommé                             | Titre                                          | Résultat   | Ref.   |
| ----- | ----------------------------------------- | ---------------------------------------------- | ---------- | ------ |
| 2013  | BTS                                       | Artiste de l'année                             | Nomination | [ 73 ] |
| 2013  | BTS                                       | Meilleur nouvel artiste masculin               | Nomination | [ 73 ] |
| 2014  | BTS – Boy In Luv                          | Meilleure performance dansée - groupe masculin | Nomination | [ 74 ] |
| 2014  | BTS – Boy In Luv                          | Union Pay Chanson de l'année                   | Nomination | [ 74 ] |
| 2015  | BTS                                       | Meilleur groupe masculin                       | Nomination | [ 75 ] |
| 2015  | BTS                                       | UnionPay artiste de l'année                    | Nomination | [ 75 ] |
| 2015  | BTS                                       | Meilleur performer mondial                     | Lauréat    | [ 75 ] |
| 2015  | The Most Beautiful Moment in Life, Part 1 | Daesung Award                                  | Nomination | [ 75 ] |
| 2016  | Wings                                     | HotelsCombined Album de l'année                | Nomination | [ 76 ] |
| 2016  | Blood Sweat & Tears                       | HotelsCombined Chanson de l'année              | Nomination | [ 76 ] |
| 2016  | Blood Sweat & Tears                       | Meilleure performance dansée - groupe masculin | Lauréat    | [ 76 ] |
| 2016  | Blood Sweat & Tears                       | Meilleur clip                                  | Nomination | [ 76 ] |
| 2016  | BTS                                       | HotelsCombined Artiste de l'année              | Lauréat    | [ 76 ] |
| 2016  | BTS                                       | Meilleur groupe masculin                       | Nomination | [ 76 ] |
| 2016  | BTS                                       | iQIYI Artiste favori                           | Nomination | [ 76 ] |
| 2017  | BTS                                       | Meilleur groupe masculin                       | Nomination | [ 77 ] |
| 2017  | BTS                                       | Artiste de l'année                             | Lauréat    | [ 77 ] |
| 2017  | BTS                                       | Meilleur style asiatique                       | Lauréat    | [ 77 ] |
| 2017  | Spring Day                                | Meilleur clip                                  | Lauréat    | [ 77 ] |
| 2017  | DNA                                       | Meilleure performance dansée - groupe masculin | Nomination | [ 77 ] |
| 2017  | DNA                                       | Chanson de l'année                             | Nomination | [ 77 ] |
| 2018  | Fake Love                                 | Mwave Choix des fans                           | Lauréat    | [ 78 ] |
| 2018  | Fake Love                                 | Meilleure performance dansée - groupe masculin | Nomination | [ 78 ] |
| 2018  | Fake Love                                 | Chanson de l'année                             | Nomination | [ 78 ] |
| 2018  | Idol                                      | Meilleur clip TikTok                           | Lauréat    | [ 78 ] |
| 2018  | Idol                                      | Clip favori                                    | Lauréat    | [ 78 ] |
| 2018  | BTS                                       | Meilleur groupe masculin                       | Nomination | [ 78 ] |
| 2018  | BTS                                       | Artiste de l'année                             | Lauréat    | [ 78 ] |
| 2018  | BTS                                       | Icône internationale de l'année                | Lauréat    | [ 78 ] |
| 2018  | BTS                                       | Choix des fans Top 10                          | Lauréat    | [ 78 ] |
| 2018  | BTS                                       | Meilleur artiste de dance (masculin)           | Lauréat    | [ 78 ] |
| 2018  | BTS                                       | Meilleur style asiatique                       | Lauréat    | [ 78 ] |
| 2018  | Love Yourself: Tear                       | Album de l'année                               | Lauréat    | [ 78 ] |
| 2019  | Map of the Soul: Persona                  | Album de l'année                               | Lauréat    | [ 79 ] |
| 2019  | BTS                                       | Artiste de l'année                             | Lauréat    | [ 79 ] |
| 2019  | BTS                                       | Meilleure performance dansée - groupe masculin | Lauréat    | [ 79 ] |
| 2019  | BTS                                       | Meilleur groupe masculin                       | Lauréat    | [ 79 ] |
| 2019  | BTS                                       | Meilleur clip                                  | Lauréat    | [ 79 ] |
| 2019  | BTS                                       | Qoo10 artiste masculin favori                  | Lauréat    | [ 79 ] |
| 2019  | BTS                                       | Choix des fans                                 | Lauréat    | [ 79 ] |
| 2019  | BTS                                       | Icône internationale de l'année                | Lauréat    | [ 79 ] |
| 2019  | Boy with Luv                              | Chanson de l'année                             | Lauréat    | [ 79 ] |
| 2020  | BTS                                       | 2020 Visionary                                 | Lauréat    | [ 80 ] |
| 2020  | Map Of The Soul: 7                        | Album de l'année                               | Lauréat    | [ 81 ] |
| 2020  | BTS                                       | Artiste de l'année                             | Lauréat    | [ 81 ] |
| 2020  | BTS                                       | Meilleur groupe masculin                       | Lauréat    | [ 81 ] |
| 2020  | BTS                                       | Choix des fans                                 | Lauréat    | [ 81 ] |
| 2020  | BTS                                       | Icône internationale de l'année                | Lauréat    | [ 81 ] |
| 2020  | Dynamite                                  | Meilleure performance dansée - groupe masculin | Lauréat    | [ 81 ] |
| 2020  | Dynamite                                  | Meilleur clip                                  | Lauréat    | [ 81 ] |
| 2020  | Dynamite                                  | Chanson de l'année                             | Lauréat    | [ 81 ] |

### Seoul Music Awards
| Année | Travail nommé            | Titre                                    | Résultat   | Ref.   |
| ----- | ------------------------ | ---------------------------------------- | ---------- | ------ |
| 2014  | BTS                      | Rookie Award                             | Lauréat    | [ 82 ] |
| 2015  | BTS                      | Prix Bonsang                             | Lauréat    | [ 83 ] |
| 2015  | BTS                      | Prix de Popularité                       | Nomination | [ 84 ] |
| 2015  | BTS                      | Hallyu Special Award                     | Nomination | [ 85 ] |
| 2016  | BTS                      | Prix Bonsang                             | Lauréat    | [ 86 ] |
| 2016  | BTS                      | Prix de Popularité                       | Nomination | [ 86 ] |
| 2016  | BTS                      | Hallyu Special Award                     | Nomination | [ 86 ] |
| 2017  | BTS                      | Prix Daesang                             | Nomination | [ 87 ] |
| 2017  | BTS                      | Prix de Popularité                       | Nomination | [ 87 ] |
| 2017  | BTS                      | Prix Bonsang                             | Lauréat    | [ 87 ] |
| 2017  | BTS                      | Best Male Dance Performance Award        | Lauréat    | [ 87 ] |
| 2017  | Wings                    | Album de l'Année                         | Lauréat    | [ 87 ] |
| 2017  | Blood Sweat & Tears      | Best Music Video Award                   | Lauréat    | [ 87 ] |
| 2018  | BTS                      | Prix de Popularité                       | Nomination | [ 88 ] |
| 2018  | BTS                      | Korean Wave Award                        | Nomination | [ 88 ] |
| 2018  | BTS                      | Prix Bonsang                             | Lauréat    | [ 89 ] |
| 2018  | BTS                      | Prix Daesang                             | Lauréat    | [ 89 ] |
| 2019  | BTS                      | Prix de Popularité                       | Nomination | [ 90 ] |
| 2019  | BTS                      | Hallyu Special Award                     | Nomination | [ 90 ] |
| 2019  | BTS                      | Prix Bonsang                             | Lauréat    | [ 90 ] |
| 2019  | BTS                      | Prix Daesang                             | Lauréat    | [ 90 ] |
| 2019  | Love Yourself: Tear      | Record of the Year (Album)               | Lauréat    | [ 90 ] |
| 2020  | Map of the Soul: Persona | Album Daesang                            | Lauréat    | [ 91 ] |
| 2020  | Map of the Soul: Persona | Bonsang Award                            | Lauréat    | [ 91 ] |
| 2020  | BTS                      | K-Wave Award                             | Nomination | ,      |
| 2020  | BTS                      | Popularity Award                         | Nomination | ,      |
| 2020  | BTS                      | QQ Music Most Popular K-Pop Artist Award | Nomination | [ 94 ] |
| 2021  | Map Of The Soul: 7       | Best Album                               | Lauréat    | [ 95 ] |
| 2021  | Map Of The Soul: 7       | Bonsang Award                            | Lauréat    | [ 95 ] |
| 2021  | Dynamite                 | Best Song                                | Lauréat    | [ 95 ] |
| 2021  | BTS                      | Grand Award (Daesang)                    | Lauréat    | [ 95 ] |
| 2021  | BTS                      | K-Wave Popularity Award                  | Lauréat    | [ 95 ] |
| 2021  | BTS                      | Whos Fandom Award                        | Lauréat    | [ 96 ] |
| 2021  | BTS                      | Fan PD Artist Award                      | Nomination | [ 97 ] |
| 2021  | BTS                      | Popularity Award                         | Nomination | [ 98 ] |

### Soribada Best K-Music Awards
| Année | Travail nommé | Titre                              | Résultat   | Ref.    |
| ----- | ------------- | ---------------------------------- | ---------- | ------- |
| 2017  | BTS           | Hallyu Star                        | Lauréat    | [ 99 ]  |
| 2017  | BTS           | Prix Bonsang                       | Nomination | [ 99 ]  |
| 2018  | BTS           | Prix Bonsang                       | Lauréat    | [ 100 ] |
| 2018  | BTS           | Popularity Award (Male)            | Nomination | [ 100 ] |
| 2018  | BTS           | Global Fandom Award                | Nomination | [ 100 ] |
| 2018  | BTS           | World Social Artist Award          | Lauréat    | [ 100 ] |
| 2018  | BTS           | Prix Daesang                       | Lauréat    | [ 100 ] |
| 2019  | BTS           | Bonsang Award                      | Lauréat    | [ 101 ] |
| 2019  | BTS           | Daesang Award – Artist of the Year | Lauréat    | [ 101 ] |
| 2019  | BTS           | Popularity Award (Male)            | Lauréat    | [ 101 ] |
| 2020  | BTS           | Bonsang Award                      | Lauréat    | [ 102 ] |
| 2020  | BTS           | Daesang Award                      | Lauréat    | [ 102 ] |
| 2020  | BTS           | Popularity Award (Male)            | Lauréat    | [ 102 ] |

## International

### Grammy Awards
| Année | Travail nommé              | Titre                | Résultat   | Ref.    |
| ----- | -------------------------- | -------------------- | ---------- | ------- |
| 2021  | Best duo/group performance | Dynamite             | Nomination | [ 103 ] |
| 2022  | Best duo/group performance | Butter               | Nomination | [ 104 ] |
| 2023  | Best duo/group performance | My Universe          | Nomination |         |
| 2023  | Album of the year          | Music of the Spheres | Nomination |         |
| 2023  | Best music video           | Yet To Come          | Nomination |         |

### NRJ Music Awards
| Année | Travail nommé | Titre                         | Résultat | Ref.    |
| ----- | ------------- | ----------------------------- | -------- | ------- |
| 2020  | BTS           | Meilleur groupe international | Lauréat  | [ 105 ] |

### American Music Awards
| Année | Travail nommé | Titre                            | Résultat | Ref.    |
| ----- | ------------- | -------------------------------- | -------- | ------- |
| 2018  | BTS           | Favorite Social Artist           | Lauréat  | [ 106 ] |
| 2019  | BTS           | Favorite Social Artist           | Lauréat  | [ 107 ] |
| 2019  | BTS           | Tour of the Year                 | Lauréat  | [ 107 ] |
| 2019  | BTS           | Favorite Duo or Group - Pop/Rock | Lauréat  | [ 107 ] |
| 2020  | BTS           | Favorite Social Artist           | Lauréat  | [ 108 ] |
| 2020  | BTS           | Favorite Duo or Group            | Lauréat  | [ 108 ] |
| 2021  | BTS           | Artist of the Year               | Lauréat  |         |

### Anugerah Bintang Popular Berita Harian
| Année | Travail nommé | Titre                 | Résultat | Ref.    |
| ----- | ------------- | --------------------- | -------- | ------- |
| 2019  | BTS           | Popular Korean Artist | Lauréat  | [ 109 ] |

### BBC Radio1 Teen Awards
| Année | Travail nommé | Titre                    | Résultat | Ref.    |
| ----- | ------------- | ------------------------ | -------- | ------- |
| 2018  | BTS           | Best International Group | Lauréat  | [ 110 ] |
| 2018  | BTS           | Social Media Star        | Lauréat  | [ 110 ] |

### Billboard Music Awards
| Année | Travail nommé | Titre                   | Résultat   | Ref.    |
| ----- | ------------- | ----------------------- | ---------- | ------- |
| 2017  | BTS           | Top Social Artist Award | Lauréat    | [ 111 ] |
| 2018  | BTS           | Top Social Artist Award | Lauréat    | [ 112 ] |
| 2019  | BTS           | Top Social Artist Award | Lauréat    | [ 113 ] |
| 2019  | BTS           | Top Duo/Group           | Lauréat    | [ 114 ] |
| 2020  | BTS           | Top Social Artist Award | Lauréat    | [ 115 ] |
| 2020  | BTS           | Top Duo/Group           | Nomination | [ 116 ] |
| 2021  | BTS           | Top Social Artist Award | Lauréat    | [ 117 ] |
| 2021  | BTS           | Top Duo/Group           | Lauréat    | [ 117 ] |
| 2021  | BTS           | Top Song Sales Artist   | Lauréat    | [ 117 ] |
| 2021  | Dynamite      | Top Selling Song        | Lauréat    | [ 117 ] |

### Bravo Otto Awards
| Year | Recipient | Award          | Result     | Ref.    |
| ---- | --------- | -------------- | ---------- | ------- |
| 2019 | BTS       | Best Group/Duo | Lauréat    | [ 118 ] |
| 2020 | BTS       | Best Group/Duo | Nomination | [ 119 ] |

### Gaffa-Prisen Awards
| Année | Travail nonné         | Titre                       | Résultat   | Ref. |
| ----- | --------------------- | --------------------------- | ---------- | ---- |
| 2019  | BTS                   | Best International Band     | Lauréat    | ,    |
| 2019  | BTS                   | Best New International Name | Nomination | ,    |
| 2019  | Love Yourself: Answer | Best International Album    | Lauréat    | ,    |
| 2021  | BTS                   | Best International Band     | Lauréat    | ,    |
| 2021  | Map Of The Soul: 7    | Best International Album    | Lauréat    | ,    |

### iHeartRadio Music Awards
| Année | Travail nommé | Titre            | Résultat | Ref.    |
| ----- | ------------- | ---------------- | -------- | ------- |
| 2018  | BTS           | Best Boy Band    | Lauréat  | [ 123 ] |
| 2018  | BTS           | Best Fan Army    | Lauréat  | [ 123 ] |
| 2019  | BTS           | Best Fan Army    | Lauréat  | [ 124 ] |
| 2020  | BTS           | Best Fan Army    | Lauréat  | [ 125 ] |
| 2020  | Boy with Luv  | Best Music Video | Lauréat  | [ 125 ] |

### iHeartRadio Much Music Video Awards
| Année | Travail nommé | Titre                 | Résultat | Ref.    |
| ----- | ------------- | --------------------- | -------- | ------- |
| 2018  | BTS           | Fan Fave Duo or Group | Lauréat  | [ 126 ] |

### Japan Gold Disc Awards
| Année | Travail nommé                                                                       | Titre                                | Résultat | Ref.    |
| ----- | ----------------------------------------------------------------------------------- | ------------------------------------ | -------- | ------- |
| 2015  | BTS                                                                                 | Best New Artist (Asie)               | Lauréat  | [ 127 ] |
| 2015  | BTS                                                                                 | Best 3 New Artists Award (Asie)      | Lauréat  | [ 127 ] |
| 2017  | Youth                                                                               | Best 3 Albums (Asia)                 | Lauréat  | [ 128 ] |
| 2019  | BTS                                                                                 | Best Asian Artist                    | Lauréat  | [ 129 ] |
| 2019  | Face Yourself                                                                       | Album of the Year (Asia)             | Lauréat  | [ 129 ] |
| 2019  | Face Yourself                                                                       | Best 3 Albums (Asia)                 | Lauréat  | [ 129 ] |
| 2019  | Love Yourself: Answer                                                               | Best 3 Albums (Asia)                 | Lauréat  | [ 129 ] |
| 2019  | 2017 BTS Live Trilogy Episode III: The Wings Tour ~Special Edition~ au Kyocera Dome | Best Music Videos (Asia)             | Lauréat  | [ 129 ] |
| 2020  | BTS                                                                                 | Best Asian Artist                    | Lauréat  | [ 130 ] |
| 2020  | Lights/Boy with Luv                                                                 | Best 5 Singles                       | Lauréat  | [ 130 ] |
| 2020  | BTS World Tour Love Yourself (Japan Edition)                                        | Best 5 Singles                       | Lauréat  | [ 130 ] |
| 2020  | Lights                                                                              | Song of the Year by Download (Asia)  | Lauréat  | [ 130 ] |
| 2021  | BTS                                                                                 | Best Artist (Asia)                   | Lauréat  | [ 131 ] |
| 2021  | Map of the Soul: 7 – The Journey                                                    | Album of the Year (Asia)             | Lauréat  | [ 131 ] |
| 2021  | Map of the Soul: 7 – The Journey                                                    | Best 3 Albums (Asia)                 | Lauréat  | [ 131 ] |
| 2021  | Map of the Soul: 7                                                                  | Best 3 Albums (Asia)                 | Lauréat  | [ 131 ] |
| 2021  | Dynamite                                                                            | Best 5 Songs by Streaming            | Lauréat  | [ 131 ] |
| 2021  | Dynamite                                                                            | Song of the Year by Download (Asia)  | Lauréat  | [ 131 ] |
| 2021  | Dynamite                                                                            | Song of the Year by Streaming (Asia) | Lauréat  | [ 131 ] |
| 2021  | BTS World Tour Love Yourself: Speak Yourself (Japan Edition)                        | Music Video of the Year (Asia)       | Lauréat  | [ 131 ] |

### Kazz Awards
| Année | Travail nommé                                                | Titre                                             | Résultat   | Ref.    |
| ----- | ------------------------------------------------------------ | ------------------------------------------------- | ---------- | ------- |
| 2017  | 2016 BTS LIVE 花樣年華 on stage:epilogue>in Bangkok          | The Best Asian Concert and Fan Meeting Award 2017 | Nomination | [ 132 ] |
| 2018  | 2017 BTS Live Trilogy Episode III: The Wings Tour in Bangkok | The Best Asian Concert Award 2018                 | Nomination | [ 133 ] |

### MTV Europe Music Awards
| Année | Travail nommé           | Titre                    | Résultat   | Ref.    |
| ----- | ----------------------- | ------------------------ | ---------- | ------- |
| 2014  | BTS                     | Best Korean Act          | Nomination | [ 134 ] |
| 2015  | BTS                     | Best Korean Act          | Lauréat    | [ 135 ] |
| 2015  | BTS                     | Best Worldwide Act: Asia | Nomination | [ 135 ] |
| 2018  | BTS                     | Biggest Fans             | Lauréat    | [ 136 ] |
| 2018  | BTS                     | Meilleur Groupe          | Lauréat    | [ 136 ] |
| 2019  | BTS                     | Biggest Fans             | Lauréat    | [ 137 ] |
| 2019  | BTS                     | Best Group               | Lauréat    | [ 137 ] |
| 2019  | BTS                     | Best Live                | Lauréat    | [ 137 ] |
| 2019  | BTS                     | Best Collaboration       | Nomination | [ 138 ] |
| 2020  | BTS                     | Biggest Fans             | Lauréat    | [ 139 ] |
| 2020  | BTS                     | Best Group               | Lauréat    | [ 139 ] |
| 2020  | Dynamite                | Best Song                | Lauréat    | [ 139 ] |
| 2020  | Bang Bang Con: The Live | Best Virtual Live        | Lauréat    | [ 139 ] |
| 2020  | Dynamite                | Best Pop                 | Nomination | [ 140 ] |

#### MTV Millennial Awards
| Année | Travail nommé | Titre              | Résultat   | Ref.    |
| ----- | ------------- | ------------------ | ---------- | ------- |
| 2018  | BTS           | Kpop Revolution    | Lauréat    | [ 141 ] |
| 2018  | BTS           | Fandom de l'Année  | Lauréat    | [ 141 ] |
| 2019  | BTS           | Explosion Kpop     | Lauréat    | [ 142 ] |
| 2019  | BTS           | Fandom of the Year | Nomination | [ 143 ] |

#### MTV Millennial Awards Brazil
| Année | Travail nommé | Titre              | Résultat | Ref.    |
| ----- | ------------- | ------------------ | -------- | ------- |
| 2018  | BTS           | Explosion K-pop    | Lauréat  | [ 144 ] |
| 2018  | BTS           | Fandom of the Year | Lauréat  | [ 144 ] |
| 2019  | BTS           | Explosion K-pop    | Lauréat  | [ 145 ] |
| 2019  | BTS           | Fandom of the Year | Lauréat  | [ 145 ] |
| 2020  | BTS           | Fandom of the Year | Lauréat  | [ 146 ] |

#### MTV Video Music Awards Japan
| Année | Travail nommé | Titre                            | Résultat   | Ref.    |
| ----- | ------------- | -------------------------------- | ---------- | ------- |
| 2018  | Fake Love     | Best Group Video - International | Lauréat    | [ 147 ] |
| 2019  | BTS           | Best Buzz Award                  | Lauréat    |         |
| 2020  | Dynamite      | Best Group Video - International | Lauréat    |         |
| 2020  | Dynamite      | Best Video of the Year           | Nomination | [ 148 ] |

### Myx Music Awards
| Année | Travail nommé | Titre                         | Résultat | Ref.    |
| ----- | ------------- | ----------------------------- | -------- | ------- |
| 2019  | Fake Love     | Favourite International Video | Lauréat  | [ 149 ] |
| 2020  | Boy with Luv  | Favourite International Video | Lauréat  | [ 150 ] |

### Nickelodeon Argentina Kids' Choice Awards
| Année | Travail nommé | Titre                                  | Résultat   | Ref.    |
| ----- | ------------- | -------------------------------------- | ---------- | ------- |
| 2017  | BTS           | Favorite International Artist or Group | Nomination | [ 151 ] |
| 2017  | BTS           | Meilleur Fandom                        | Nomination | [ 151 ] |
| 2018  | BTS           | Meilleur Fandom                        | Lauréat    | [ 152 ] |
| 2018  | BTS           | Favorite International Artist or Group | Lauréat    | [ 152 ] |

### Nickelodeon Brazil Kids' Choice Awards
| Année | Travail nommé  | Titre                                    | Résultat | Ref.    |
| ----- | -------------- | ---------------------------------------- | -------- | ------- |
| 2017  | The Wings Tour | International Show of the Year in Brazil | Lauréat  | [ 153 ] |

### Nickelodeon Colombia Kids' Choice Awards
| Année | Travail nommé | Titre           | Résultat   | Ref.    |
| ----- | ------------- | --------------- | ---------- | ------- |
| 2017  | BTS           | Meilleur Fandom | Nomination | [ 154 ] |

### Nickelodeon Mexico Kids' Choice Awards
| Année | Travail nommé | Titre                                  | Résultat   | Ref.    |
| ----- | ------------- | -------------------------------------- | ---------- | ------- |
| 2017  | BTS           | Favorite International Artist or Group | Lauréat    | [ 155 ] |
| 2017  | BTS           | Best Fandom                            | Nomination | [ 155 ] |
| 2018  | BTS           | Best Fandom                            | Lauréat    | [ 156 ] |
| 2019  | BTS           | Best Fandom                            | Lauréat    | [ 157 ] |
| 2019  | BTS           | Favorite International Artist or Group | Lauréat    | [ 157 ] |
| 2020  | BTS           | Favorite Fandom                        | Lauréat    | [ 158 ] |
| 2020  | On            | World Hit                              | Lauréat    | [ 158 ] |

### Nickelodeon USA Kids' Choice Awards
| Année | Travail nommé | Titre                      | Résultat   | Ref.    |
| ----- | ------------- | -------------------------- | ---------- | ------- |
| 2018  | BTS           | Favorite Global Music Star | Lauréat    | [ 159 ] |
| 2020  | BTS           | Favorite Global Music Star | Nomination | [ 160 ] |
| 2020  | BTS           | Favorite Music Group       | Lauréat    | [ 161 ] |
| 2021  | BTS           | Favorite Global Music Star | Lauréat    | [ 162 ] |
| 2021  | BTS           | Favorite Music Group       | Lauréat    | [ 162 ] |
| 2021  | Dynamite      | Favorite Song              | Lauréat    | [ 162 ] |

### People's Choice Awards
| Année | Travail nommé                 | Titre                        | Résultat   | Ref.    |
| ----- | ----------------------------- | ---------------------------- | ---------- | ------- |
| 2018  | BTS                           | Group of the Year            | Lauréat    | [ 163 ] |
| 2018  | BTS                           | Social Celebrity of the Year | Lauréat    | [ 163 ] |
| 2018  | Idol                          | Song of the Year             | Lauréat    | [ 163 ] |
| 2018  | Idol                          | Music Video of the Year      | Lauréat    | [ 163 ] |
| 2019  | BTS                           | The Group of 2019            | Nomination | [ 164 ] |
| 2019  | Love Yourself: Speak Yourself | The Concert Tour of 2019     | Nomination | [ 164 ] |
| 2019  | Boy with Luv                  | The Music Video of 2019      | Nomination | [ 164 ] |
| 2020  | BTS                           | The Group of 2020            | Lauréat    | [ 165 ] |
| 2020  | Map Of The Soul: 7            | The Album of 2020            | Lauréat    | [ 165 ] |
| 2020  | Dynamite                      | The Music Video of 2020      | Lauréat    | [ 165 ] |
| 2020  | Dynamite                      | The Song of 2020             | Lauréat    | [ 165 ] |

### Philippine K-pop Awards
| Année | Travail nommé | Titre             | Résultat | Ref.    |
| ----- | ------------- | ----------------- | -------- | ------- |
| 2017  | Love Yourself | Album of the Year | Lauréat  | [ 166 ] |
| 2019  | BTS           | Best Male Group   | Lauréat  | [ 167 ] |

### Radio Disney Music Awards
| Année | Travail nommé    | Titre                          | Résultat | Ref.    |
| ----- | ---------------- | ------------------------------ | -------- | ------- |
| 2018  | BTS              | Best Duo/Group                 | Lauréat  | [ 168 ] |
| 2018  | BTS              | Fiercest Fans                  | Lauréat  | [ 168 ] |
| 2018  | DNA              | Best Song That Makes You Smile | Lauréat  | [ 168 ] |
| 2018  | MIC Drop (Remix) | Best Dance Track               | Lauréat  | [ 168 ] |
| 2019  | BTS              | Global Phenom Award            | Lauréat  | [ 169 ] |

### Shorty Awards
| Année | Travail nommé | Titre         | Résultat | Ref.    |
| ----- | ------------- | ------------- | -------- | ------- |
| 2017  | BTS           | Best in Music | Lauréat  | [ 170 ] |

### Teen Choice Awards
| Année | Travail nommé                            | Titre                       | Résultat | Ref.    |
| ----- | ---------------------------------------- | --------------------------- | -------- | ------- |
| 2017  | BTS                                      | Choice International Artist | Lauréat  | [ 171 ] |
| 2018  | BTS                                      | Choice International Artist | Lauréat  | [ 172 ] |
| 2018  | BTS                                      | Choice Fandom               | Lauréat  | [ 172 ] |
| 2019  | BTS                                      | Choice International Artist | Lauréat  | [ 173 ] |
| 2019  | BTS                                      | Choice Fandom               | Lauréat  | [ 173 ] |
| 2019  | Boy with Luv                             | Choice Collaboration        | Lauréat  | [ 173 ] |
| 2019  | Love Yourself: Speak Yourself World Tour | Choice Summer Tour          | Lauréat  | [ 173 ] |

### The Asian Awards
| Année | Travail nommé | Titre                            | Résultat | Ref. |
| ----- | ------------- | -------------------------------- | -------- | ---- |
| 2018  | BTS           | Outstanding Achievement in Music | Lauréat  |      |

### The Hall Of Stars Awards
| Année | Travail nommé | Titre                     | Résultat | Ref.    |
| ----- | ------------- | ------------------------- | -------- | ------- |
| 2018  | BTS           | Meilleur Fandom (Espagne) | Lauréat  | [ 174 ] |
| 2018  | BTS           | Meilleur Fandom (Mondial) | Lauréat  | [ 174 ] |

### YinYueTai V-Chart
| Année | Travail nommé | Titre        | Résultat |
| ----- | ------------- | ------------ | -------- |
| 2014  | BTS           | Rookie Award | Lauréat  |

## Autres récompenses

### Soompi Awards
| Année | Travail nommé               | Titre                                     | Résultat   | Réf(s). |
| ----- | --------------------------- | ----------------------------------------- | ---------- | ------- |
| 2014  | BTS                         | Rookie de l'année                         | Lauréat    | [ 176 ] |
| 2016  | BTS                         | Breakout Artist                           | Lauréat    | [ 177 ] |
| 2016  | Dope                        | Meilleure chorégraphie                    | Lauréat    | [ 177 ] |
| 2016  | Dope                        | Best Stage Outfit                         | Lauréat    | [ 177 ] |
| 2017  | BTS                         | Meilleur groupe masculin                  | Nomination | [ 178 ] |
| 2017  | Fire                        | Meilleure chorégraphie                    | Nomination | [ 178 ] |
| 2017  | Blood, Sweat & Tears        | Fuse Music Video Of The Year              | Nomination | [ 178 ] |
| 2017  | Blood, Sweat & Tears        | Chanson de l'année                        | Lauréat    | [ 178 ] |
| 2017  | Wings                       | Album de l'année                          | Lauréat    | [ 178 ] |
| 2017  | BTS                         | Artiste de l'année                        | Nomination | [ 178 ] |
| 2018  | BTS                         | Meilleur groupe masculine                 | Nomination | [ 179 ] |
| 2018  | MIC Drop (Remix)            | Meilleure collaboration                   | Lauréat    | [ 179 ] |
| 2018  | Change (RM & Wale)          | Meilleure collaboration                   | Nomination | [ 179 ] |
| 2018  | DNA                         | Meilleure chorégraphie                    | Lauréat    | [ 179 ] |
| 2018  | Spring Day                  | Fuse Music Video of the Year              | Lauréat    | [ 179 ] |
| 2018  | DNA                         | Chanson de l'année                        | Lauréat    | [ 179 ] |
| 2018  | You Never Walk Alone        | Album de l'année                          | Lauréat    | [ 179 ] |
| 2018  | BTS                         | Artiste de l'année                        | Lauréat    | [ 179 ] |
| 2018  | BTS                         | Plus grande popularité en Amérique latine | Nomination | [ 179 ] |
| 2018  | BTS                         | Meilleur Fandom Twitter                   | Nomination | [ 179 ] |
| 2019  | BTS                         | Meilleur groupe masculin                  | Lauréat    | ,       |
| 2019  | Waste It On Me (Steve Aoki) | Meilleure collaboration                   | Lauréat    | ,       |
| 2019  | Fake Love                   | Clip de l'année                           | Lauréat    | ,       |
| 2019  | BTS                         | Artiste de l'année                        | Lauréat    | ,       |
| 2019  | Fake Love                   | Chanson de l'année                        | Nomination | [ 181 ] |
| 2019  | Love Yourself: Answer       | Album de l'année                          | Lauréat    | [ 180 ] |
| 2019  | BTS: Burn The Stage         | Meilleure web série                       | Lauréat    | [ 180 ] |
| 2019  | BTS                         | Plus grande popularité en Amérique latine | Nomination | [ 181 ] |
| 2019  | BTS                         | Meilleur fandom Twitter                   | Nomination | [ 182 ] |

### A' Design Award and Competition
| Année | Travail nommé                  | Titre                | Résultat | Réf(s). |
| ----- | ------------------------------ | -------------------- | -------- | ------- |
| 2018  | BTS, Plus X (Creative partner) | Iron A' Design Award | Lauréat  | [ 183 ] |

### Arirang TV Pops in Seoul Awards
| Année | Travail nommé | Titre             | Résultat | Réf(s). |
| ----- | ------------- | ----------------- | -------- | ------- |
| 2014  | BTS           | Rising Star Award | Lauréat  | [ 184 ] |

### Busan One Asia Festival Awards
| Année | Travail nommé | Titre                   | Résultat | Réf(s). |
| ----- | ------------- | ----------------------- | -------- | ------- |
| 2017  | BTS           | Global Trend Star Award | Lauréat  | [ 185 ] |

### Cable TV Broadcast Awards
| Année | Travail nommé | Titre                        | Résultat | Réf(s). |
| ----- | ------------- | ---------------------------- | -------- | ------- |
| 2015  | BTS           | Hallyu Star Popularity Award | Lauréat  | [ 186 ] |

### CJ E&M America Awards
| Année | Travail nommé | Titre          | Résultat | Réf(s). |
| ----- | ------------- | -------------- | -------- | ------- |
| 2016  | BTS           | Best Male Idol | Lauréat  | [ 187 ] |

### Edaily Culture Awards
| Année | Travail nommé | Titre        | Résultat | Réf(s). |
| ----- | ------------- | ------------ | -------- | ------- |
| 2019  | BTS           | Best Concert | Lauréat  | [ 188 ] |
| 2019  | BTS           | Daesang      | Lauréat  | [ 188 ] |

### Gaon Chart K-Pop Awards
| Année | Travail nommé | Titre                               | Résultat |
| ----- | ------------- | ----------------------------------- | -------- |
| 2014  | BTS           | New Artist of the Year (Male Group) | Lauréat  |
| 2015  | BTS           | World Rookie Award                  | Lauréat  |
| 2016  | BTS           | K-Pop World Hallyu Star Award       | Lauréat  |

### Global V LIVE Awards
| Année | Travail nommé | Titre                               | Résultat | Réf(s). |
| ----- | ------------- | ----------------------------------- | -------- | ------- |
| 2016  | BTS           | Global Artist Top 10                | Lauréat  | [ 192 ] |
| 2018  | BTS           | Global Artist Top 10                | Lauréat  | [ 193 ] |
| 2019  | BTS           | Artist Top 10                       | Lauréat  | ,       |
| 2019  | BTS           | Best Channel – 10 million followers | Lauréat  | ,       |
| 2019  | BTS           | Video of the Year                   | Lauréat  | ,       |
| 2019  | Run BTS!      | Best V Original                     | Lauréat  | ,       |

### Hanteo Awards
| Année | Travail nommé         | Titre        | Résultat | Réf(s). |
| ----- | --------------------- | ------------ | -------- | ------- |
| 2016  | Wings                 | Album Award  | Lauréat  | [ 198 ] |
| 2017  | BTS                   | Singer Award | Lauréat  | [ 199 ] |
| 2017  | Love Yourself 承 'Her | Album Award  | Lauréat  | [ 200 ] |

### iF Design Award
| Année | Travail nommé                  | Titre                | Résultat | Réf(s). |
| ----- | ------------------------------ | -------------------- | -------- | ------- |
| 2018  | BTS, Plus X (Creative partner) | Brand Identity Award | Lauréat  | [ 201 ] |

### Journalists Federation of Korea
| Année | Travail nommé | Titre              | Résultat | Réf(s). |
| ----- | ------------- | ------------------ | -------- | ------- |
| 2018  | BTS           | Proud Korean Award | Lauréat  | [ 202 ] |

### KBS MV Bank MV Best 5
| Année | Travail nommé       | Titre                      | Résultat   | Réf(s). |
| ----- | ------------------- | -------------------------- | ---------- | ------- |
| 2016  | Fire                | Best Music Video Boy Group | Lauréat    | [ 203 ] |
| 2016  | Blood Sweat & Tears | Best Music Video Boy Group | Nomination | [ 203 ] |

### KBS World Radio
| Année | Travail nommé | Titre            | Résultat | Réf(s). |
| ----- | ------------- | ---------------- | -------- | ------- |
| 2016  | BTS           | Best Boy Group   | Lauréat  | [ 204 ] |
| 2016  | Fire          | Meilleur Chanson | Lauréat  | [ 204 ] |

### Korean Consumer Forum's Brand of the Year Awards
| Année | Travail nommé | Titre                       | Résultat | Réf(s). |
| ----- | ------------- | --------------------------- | -------- | ------- |
| 2017  | BTS           | Prix du Chanteur de l'Année | Lauréat  | [ 205 ] |

### MBC Music Show Champion Awards
| Année | Travail nommé | Titre                                         | Résultat | Réf(s). |
| ----- | ------------- | --------------------------------------------- | -------- | ------- |
| 2015  | BTS - Run     | Meilleure Performance pour un groupe masculin | Lauréat  |         |

### MP3 Music Awards
| Année | Travail nommé | Titre                          | Résultat   | Réf(s). |
| ----- | ------------- | ------------------------------ | ---------- | ------- |
| 2014  | "Boy In Luv"  | The BAM Award-Best Asian Music | Nomination | [ 207 ] |

### SBS MTV Best of the Best
| Année | Travail nommé | Titre                   | Résultat   | Réf(s). |
| ----- | ------------- | ----------------------- | ---------- | ------- |
| 2013  | BTS           | Rookie of the Year      | Nomination | [ 208 ] |
| 2014  | Danger        | Best Music Video (male) | Nomination | [ 209 ] |

### Simply K-Pop Awards
| Année | Travail nommé | Titre                      | Résultat | Réf(s). |
| ----- | ------------- | -------------------------- | -------- | ------- |
| 2015  | BTS           | Best Performance Boy Group | Lauréat  |         |

### YouTube Awards
| Année | Travail nommé | Titre               | Résultat | Réf(s). |
| ----- | ------------- | ------------------- | -------- | ------- |
| 2018  | BTS           | Diamond Play Button | Lauréat  | [ 210 ] |

## Programmes de classements musicaux

### The Show
| Année | Date         | Chanson             |
| ----- | ------------ | ------------------- |
| 2015  | 5 mai        | I Need U            |
| 2015  | 12 mai       | I Need U            |
| 2015  | 8 décembre   | Run                 |
| 2016  | 25 octobre   | Blood Sweat & Tears |
| 2017  | 26 septembre | DNA                 |

### M! Countdown
| Année | Date         | Chanson             |
| ----- | ------------ | ------------------- |
| 2015  | 7 mai        | I Need U            |
| 2016  | 12 mai       | Fire                |
| 2016  | 20 octobre   | Blood Sweat & Tears |
| 2017  | 23 février   | Spring Day          |
| 2017  | 28 septembre | DNA,                |
| 2017  | 5 octobre    | DNA,                |
| 2018  | 30 mai       | Fake Love,          |
| 2018  | 7 juin       | Fake Love,          |
| 2019  | 25 avril     | Boy with Luv        |

### Music Bank
| Année | Date         | Chanson                     |
| ----- | ------------ | --------------------------- |
| 2015  | 8 mai        | I Need U                    |
| 2015  | 11 décembre  | Run                         |
| 2016  | 8 janvier    | Run                         |
| 2016  | 13 mai       | Fire                        |
| 2016  | 21 octobre   | Blood Sweat & Tears,        |
| 2016  | 28 octobre   | Blood Sweat & Tears,        |
| 2017  | 24 février   | Spring Day                  |
| 2017  | 29 septembre | DNA, « Triple crown »       |
| 2017  | 6 octobre    | DNA, « Triple crown »       |
| 2017  | 13 octobre   | DNA, « Triple crown »       |
| 2018  | 25 mai       | Fake Love, « Triple crown » |
| 2018  | 1er juin     | Fake Love, « Triple crown » |
| 2018  | 8 juin       | Fake Love, « Triple crown » |
| 2018  | 31 août      | Idol                        |
| 2018  | 7 septembre  | Idol                        |
| 2018  | 14 septembre | Idol                        |
| 2019  | 19 avril     | Boy with Luv                |
| 2019  | 26 avril     | Boy with Luv                |
| 2019  | 3 mai        | Boy with Luv                |
| 2019  | 17 mai       | Boy with Luv                |
| 2019  | 24 mai       | Boy with Luv                |
| 2019  | 14 juin      | Boy with Luv                |
| 2019  | 21 juin      | Boy with Luv                |

### Show Champion
| Année | Date         | Chanson             |
| ----- | ------------ | ------------------- |
| 2015  | 13 mai       | I Need U            |
| 2015  | 9 décembre   | Run                 |
| 2015  | 16 décembre  | Run                 |
| 2016  | 19 octobre   | Blood Sweat & Tears |
| 2017  | 22 février   | Spring Day          |
| 2017  | 27 septembre | DNA                 |
| 2018  | 30 mai       | Fake Love           |
| 2018  | 5 septembre  | Idol                |
| 2018  | 12 septembre | Idol                |
| 2019  | 24 avril     | Boy with Luv        |

### Inkigayo
| Année | Date         | Chanson                       |
| ----- | ------------ | ----------------------------- |
| 2016  | 15 mai       | Fire                          |
| 2016  | 23 octobre   | Blood Sweat & Tears           |
| 2017  | 26 février   | Spring Day                    |
| 2017  | 1er octobre  | DNA, « Triple crown »         |
| 2017  | 8 octobre    | DNA, « Triple crown »         |
| 2017  | 15 octobre   | DNA, « Triple crown »         |
| 2018  | 27 mai       | Fake Love, « Triple crown »   |
| 2018  | 3 juin       | Fake Love, « Triple crown »   |
| 2018  | 10 juin      | Fake Love, « Triple crown »   |
| 2018  | 2 septembre  | Idol,« Triple crown »         |
| 2018  | 9 septembre  | Idol,« Triple crown »         |
| 2018  | 16 septembre | Idol,« Triple crown »         |
| 2019  | 28 avril     | Boy with Luv « Triple crown » |
| 2019  | 12 mai       | Boy with Luv « Triple crown » |
| 2019  | 19 mai       | Boy with Luv « Triple crown » |

### Show! Music Core
| Année | Date     | Chanson                     |
| ----- | -------- | --------------------------- |
| 2018  | 26 mai   | Fake Love, « Triple crown » |
| 2018  | 2 juin   | Fake Love, « Triple crown » |
| 2018  | 9 juin   | Fake Love, « Triple crown » |
| 2019  | 20 avril | Boy with Luv                |
| 2019  | 27 avril | Boy with Luv                |
| 2019  | 11 mai   | Boy with Luv                |
| 2019  | 18 mai   | Boy with Luv                |
| 2019  | 25 mai   | Boy with Luv                |
| 2019  | 1er juin | Boy with Luv                |
| 2019  | 8 juin   | Boy with Luv                |
| 2019  | 15 juin  | Boy with Luv                |
| 2019  | 22 juin  | Boy with Luv                |

## Guinness World Records
| Year | Recipient           | Award | Ref.    |
| ---- | ------------------- | --- | ------- |
| 2017 | DNA by BTS          | Vidéo coréenne la plus regardée en 24h sur YouTube (record battu entretemps par Idol des BTS)                                          | [ 243 ] |
| 2017 | BTS                 | Le compte twitter avec le plus de retweets au total                                                                                    | [ 243 ] |
| 2017 | BTS                 | Le compte twitter avec le plus de retweets pour un groupe de musique                                                                   | [ 244 ] |
| 2018 | Idol by BTS         | Vidéo la plus regardée en 24 sur YouTube (record battu entretemps en décembre 2018 par Ariana Grande, avec la chanson "Thank U, Next". | [ 244 ] |
| 2018 | BTS                 | Premier acte coréen à atteindre la première place du palmarès des 200 albums du Billboard                                              | [ 246 ] |
| 2018 | BTS                 | Premier acte coréen à atteindre le n ° 1 de l'artiste américain 100                                                                    | [ 247 ] |
| 2019 | Boy with Luv de BTS | Vidéo la plus regardée en 24h sur YouTube par un groupe de k-pop                                                                       | [ 248 ] |
| 2019 | Boy with Luv de BTS | Vidéo musicale la plus regardée en 24h sur YouTube                                                                                     | [ 248 ] |
| 2019 | Boy with Luv de BTS | Vidéo la plus regardée en 24h sur YouTube                                                                                              | [ 248 ] |